# Ibala
Ibala là một chi nhện trong họ Gnaphosidae.